# Margarita Stolbizer
Margarita Rosa Stolbizer (Buenos Aires, 17 de março de 1955) é uma advogada e política da Argentina.
Stolbizer é formada em direito pela Universidade de Morón. Iniciou sua militância política na Juventude Radical e foi diretora de Ação Social e Minorias do município de Morón entre 1983 e 1985, ano que foi eleita conselheira.
Em 1997, foi eleita deputada nacional pela província de Buenos Aires e permaneceu no parlamento até 2005. Em três eleições (2003, 2007 e 2011), concorreu ao cargo de governadora da província de Buenos Aires, mas não obteve êxito em nenhuma das tentativas.
Em 2009, retornou ao parlamento nacional, e, em 2013, foi reeleita. Conjuntamente com suas outras funções, comanda, desde 2007, o partido Geração para um Encontro Nacional (GENE). Em 2015, concorreu à presidência da Argentina e recebeu 2,5% dos votos.